# NGC 3995
NGC 3995 est une galaxie spirale barrée magellanique située dans la constellation de la Grande Ourse. NGC 3995 a été découverte par l'astronome prussien Heinrich Louis d'Arrest en 1864.

## Caractéristiques
La classe de luminosité de NGC 3995 est V et elle présente une large raie HI. Elle renferme également des régions d'hydrogène ionisé. 

### Distance
Sa vitesse par rapport au fond diffus cosmologique est de 3 560 ± 20 km/s, ce qui correspond à une distance de Hubble de 52,5 ± 3,7 Mpc (∼171 millions d'al).
À ce jour, une mesure non basée sur le décalage vers le rouge (redshift) donne une distance d'environ 31,200 Mpc (∼102 millions d'al). Cette valeur est à l'extérieur des valeurs de la distance de Hubble. Notons que c'est avec la valeur moyenne des mesures indépendantes, lorsqu'elles existent, que la base de données NASA/IPAC calcule le diamètre d'une galaxie et qu'en conséquence le diamètre de NGC 3995 pourrait être d'environ 43,1 kpc (∼141 000 al) si on utilisait la distance de Hubble pour le calculer.

### Classification
Les avis diffèrent sur la classification de NGC 3995, spirale barrée selon le professeur Seligman et par Wolfgang Steinicke, intermédiaire selon la base de données HyperLeda et spirale ordinaire selon la base de données NASA/IPAC. Il semble bien y avoir une barre au centre de la galaxie sur l'image obtenue des données de l'étude SDSS. La classification de spirale barrée pourrait s'appliquer à cette galaxie, mais elle pourrait aussi être qualifiée de spirale intermédiaire. Par contre, il semble bien y avoir deux bras reliés à cette barre et la classification de spirale magellanique est douteuse.

### Luminosité dans l'infrarouge
La luminosité de la galaxie NGC 3995 dans l'infrarouge lointain (de 40 à 400 µm)  est égale à 5,13 × 1010 {\displaystyle L_{\odot }} (1010,71{\displaystyle L_{\odot }}) et sa luminosité totale dans l'infrarouge (de 8 à 1 000 µm) est de 6,76 × 1010 {\displaystyle L_{\odot }} (1010,83{\displaystyle L_{\odot }}).

### Présence possible d'étoile Wolf-Rayet
Cette galaxie pourrait aussi contenir plusieurs étoiles de type Wolf-Rayet (WR ?). Selon la base de données Simbad, NGC 3995 est une radiogalaxie.

## Paire de galaxies en interaction
NGC 3991 et NGC 3995 sont deux galaxies en interaction gravitationnelle et elles figurent dans l'atlas des galaxies particulières de Halton Arp sous la désignation Arp 313. Halton Arp décrit ces celles-ci comme présentant des rubans linéaires de grumeaux brillants et des bras spiraux déformés. Il note aussi des émissions intenses en provenance de ces deux galaxies.

## Groupe de NGC 3995
NGC 3995 est la galaxie la plus brillante d'un groupe de galaxies qui porte son nom. Le groupe de NGC 3995 compte au moins 11 membres. Les autres membres du groupe sont NGC 3935, IC 2981*, NGC 3986, NGC 3991, NGC 3994, IC 2973, IC 2978, IC 2979, MCG 4-26-54 et UGC 6892.
La galaxie NGC 3966 de la liste de Garcia est PGC 37462. Cette galaxie est IC 2981 et non NGC 3966. En fait, les galaxies NGC 3966 et NGC 3986 sont une seule et même galaxie, soit PGC 37544. Un autre doublon du New General Catalogue.
Les galaxies NGC 3986, NGC 3991, NGC 3994, NGC 3995 et IC 2979 (notée 1154+3225 une abréviation pour CGCG 1154.3+3225) apparaissent aussi dans un groupe décrit dans un article d'Abraham Mahtessian paru en 1998.